# Авиация
Авиацията (от латински: avis – птица), въздухоплаването е теорията и практиката на полета на летателен апарат в атмосферата, а също и съвкупното название на свързаните с тях видове дейност. За осигуряване на полетите се създава авиационна инфраструктура.
Значителен принос в теорията и практиката на полета внася германският учен Ото Лилиентал в края на XIX век.

## Първи полети
- Между 1891 и 1896 г. Ото Лилиентал проектира, построява и облита няколко планера.
- На 17 декември 1903 се извършва първият успешен полет на самолет от американските механици Братя Райт с двигател с вътрешно горене, работещ с авиогориво.[3]
- На 25 юли 1909 г. французинът Луи Блерио със самолет собствена конструкция Блерио XI след 37-минутен полет пръв прелита Ламанша между градовете Кале във Франция и Доувър в Англия.
- На 29 септември 1913 г. френският авиатор Морис Прево (Maurice Prevost) установява световен рекорд със скорост 200 km/h. Това постижение е надминато едва 10 години по-късно. Рекордът е установен със самолет моноплан Депердюсен Монокок (Deperdussin Monocoque) на френския конструктор Арман Депердюсен (Armand Deperdussin) (1867 – 1924).
- На 26 юни 1919 г. е проведен първи полет с първия целометален самолет за гражданско въздухоплаване Junkers F 13 на германската фирма Junkers & Co. Редовни полети с този самолет се провеждат от 29 октомври 1919 г. Това е самолетът, обслужвал линиите на първата българска авиокомпания Бунавад.
- На 20 май 1927 г. американският авиатор Чарлз Линдберг прелита за пръв път Атлантическия океан. Полетът със самолета „Духът на Свети Луис“ (Spirit of St. Louis) от Ню Йорк до Париж продължава 33 часа и 30 минути.
- На 18 юни 1937 г. самолетът АНТ-25 (конструкция на Андрей Туполев) от СССР прелита над Северния полюс и при тежки условия на полета се приземява на 20 юни в гр. Ванкувър, щат Вашингтон, САЩ. Самолетът е пилотиран от летците Валерий Чкалов, Байдуков и Беляков.
- На 31 декември 1968 г. започват полетите със Ту-144 – съветски свръхзвуков пътнически самолет. Експерименталните полети продължават и на 5 юни 1969 г. тази машина преминава скоростта на звука, а на 15 юли 1969 г. става първият пътнически самолет, преминал 2 Мах.